# Bukuran
Bukuran is een bestuurslaag in het regentschap Sragen van de provincie Midden-Java, Indonesië. Bukuran telt 2527 inwoners (volkstelling 2010).